# Robert Nugent (1er comte Nugent)
Robert Craggs-Nugent (1709 - 13 octobre 1788) est un homme politique et poète irlandais. Glover le décrit de manière concise comme un Irlandais jovial et voluptueux qui a quitté le papisme pour la religion, l'argent et les veuves protestantes.

## Biographie
Fils de Michael Nugent et Mary, fille de Robert Barnewall, 9e baron de Trimlestown, il est né à Carlanstown, comté de Westmeath, en 1709 . Il hérite de son père de la propriété de Carlanstown le 13 mai 1739.
Les biens de son épouse se trouvent dans l'arrondissement de St Mawes dans la Cornouailles et Nugent siège pour cette circonscription de 1741 à 1754, date à laquelle il représente Bristol jusqu'en 1774, année de son retour à St Mawes. En 1782, il devient le plus ancien membre des Communes et le père de la Chambre.
En 1747, il succède à Lord Doneraile en tant que contrôleur de la maison du prince de Galles. Il prête au prince de grosses sommes d'argent qui ne sont jamais remboursées; les nominations et les pairies qu'il reçoit plus tard sont attribuées par le fils du prince de Galles, George III, en forme de compensation.
Robert Craggs-Nugent, comme il est alors nommé, est Lords du Trésor de 1754 à 1759 et est nommé conseiller privé le 15 décembre 1759. Il est vice-trésorier de l'Irlande de 1759 à 1765, premier Lord du commerce de 1766 à 1768 et vice-trésorier de l'Irlande de 1768 à 1782. En 1768, il est nommé membre au Conseil privé irlandais. Son soutien au ministère est si important qu'il est créé en 1767, baron Nugent et vicomte Clare, et en 1776, comte Nugent, tous dans la pairie irlandaise.
Outre sa carrière politique, Lord Nugent est également l'auteur de plusieurs écrits poétiques, dont certains sont conservées dans le deuxième volume des Collections de Dodsley (1748).

## Famille

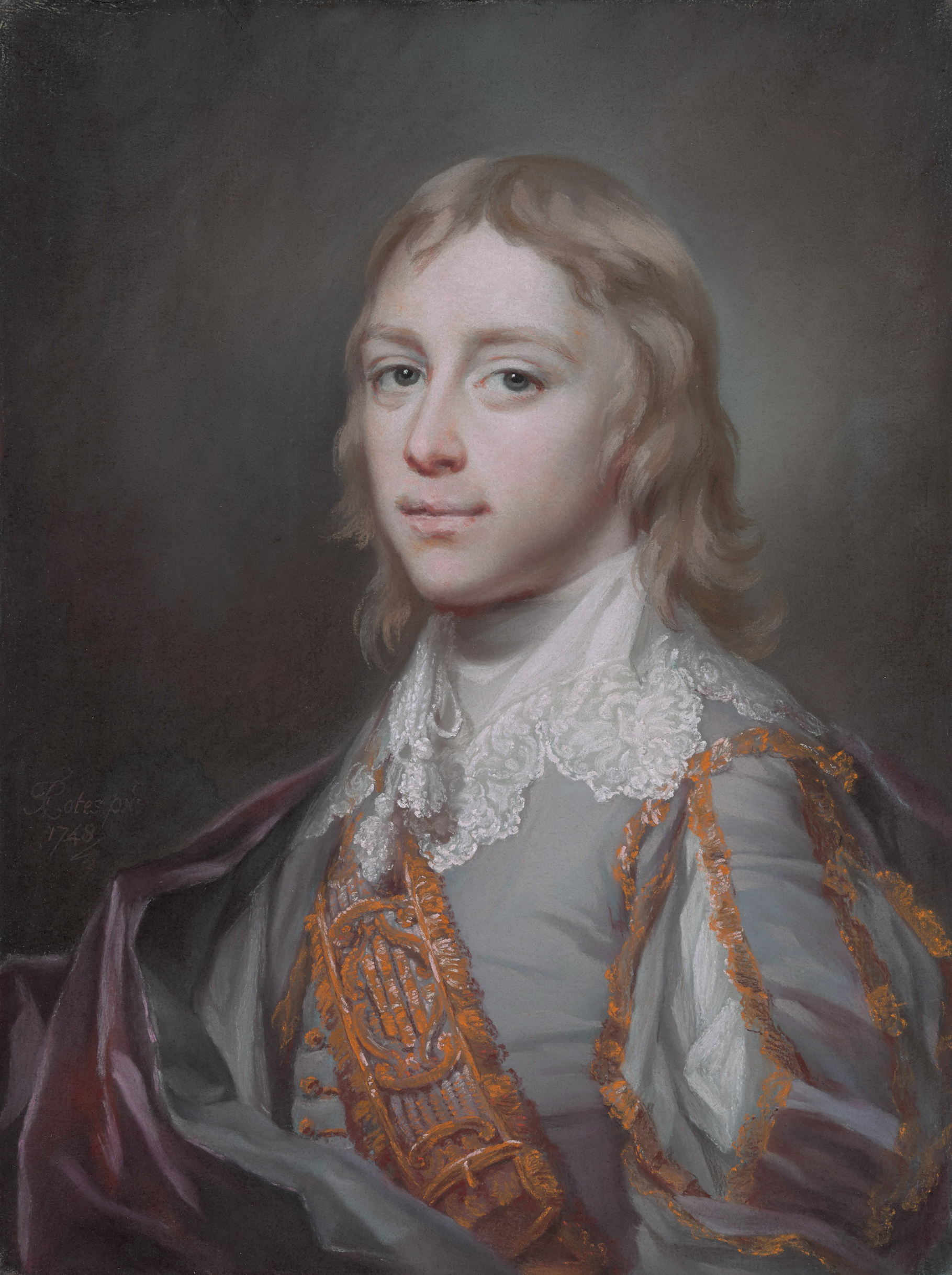
Son fils, le lieutenant-colonel Edmund Craggs Nugent (Francis Cotes, 1748)

Il épouse, le 14 juillet 1730, Emilia (décédée à l'accouchement le 16 août 1731), fille de Peter Plunkett, 4e comte de Fingall. Ils ont un fils, Edmund, qui devient lieutenant-colonel et père de deux fils illégitimes, George Nugent (1er baronnet) et l'amiral de la flotte, Charles Edmund Nugent) avant de mourir en 1771. Il épouse en secondes noces, le 23 mars 1736, Anna Knight (décédée le 22 novembre 1756), veuve de John Knight et fille de James Craggs l'Ancien (en) et sœur de James Craggs (1686-1721), secrétaire d'État. Nugent adopte le nom de famille de Craggs-Nugent. Elle a déjà été veuve deux fois, mais Robert, qui est né catholique, a abandonné son église très jeune. Il épouse en troisièmes noces, le 2 janvier 1757, Elizabeth (décédée le 29 janvier 1792), veuve d'Augustus Berkeley (4e comte de Berkeley), qui lui apporte une grande fortune et avec laquelle il a deux filles.
Le comté passe au gendre du comte, George Nugent-Temple-Grenville (1er marquis de Buckingham), et à ses successeurs, les ducs de Buckingham et de Chandos.